# Solenozetes flagellatus
Solenozetes flagellatus är en kvalsterart som beskrevs av Balogh och Sandór Mahunka 1969. Solenozetes flagellatus ingår i släktet Solenozetes och familjen Plasmobatidae. Inga underarter finns listade i Catalogue of Life.